# Celypha
Celypha es un género de polillas de la familia Tortricidae.

## Especies
- Celypha anatoliana (Caradja, 1916)
- Celypha argyrata Razowski, 2009
- Celypha atriapex Razowski, 2009
- Celypha aurofasciana
- Celypha capreolana (Herrich-Schäffer, 1851)
- Celypha cespitana
- Celypha conflictana (Kennel, 1901)
- Celypha constructa (Meyrick, 1922)
- Celypha cornigerus (Oku, 1968)
- Celypha ermolenkoi Kostyuk, 1980
- Celypha erythrana (Tengstrom, 1848)
- Celypha flavipalpana (Herrich-Schäffer, 1851)
- Celypha hydrangeana (Kuznetzov, 1969)
- Celypha kostjukorum Budashkin & Dubatolov, 2006
- Celypha kurilensis (Oku, 1965)
- Celypha perfracta Diakonoff, 1983
- Celypha pseudalarixicola Liu & Fang in Jianwen & Liu, 1992
- Celypha rufana
- Celypha rurestrana (Duponchel in Godart, 1842)
- Celypha sapaecola Razowski, 2009
- Celypha sistrata (Meyrick, 1911)
- Celypha striana
- Celypha woodiana (Barrett, 1882)